# سگ بیشه پلیستوسن
سگ بیشه پلیستوسن (نام علمی: Speothos pacivorus)، یک گونه سگ‌سان منقرض‌شده در سردهٔ سگ‌های بیشه (Speothos) از پلیستوسن پسین است. این یکی از بستگان سگ ببشهای موجود بود. در مقایسه با سگ بیشه (S. pacivorus)، دارای اندازه کل بدن بزرگ‌تر، زند زبرین صاف‌تر و دندان آسیاب دوم پایین دوریشه بود.